# Марија Клеут
Марија Клеут (1943. — 7. децембар 2023.) била је српска професорка, декан Филозофског факултета у Новом Саду и дугогодишња шефица Одсека за српску књижевност. Дипломирала је (1966.) и магистрирала (1973.) на Филолошком факултету у Београду а докторирала на Филозофском факултету у Новом Саду 1986. Њена библиографија броји 164 јединице углавном из области народне књижевности и српске књижевности XVIII и XIX века.